# Le ali della vita
Le ali della vita es una serie de televisión italiana dirigida por Stefano Reali.